# ازوفاژکتومی
مری‌برداری یا ازوفاژکتومی (به انگلیسی: Esophagectomy) به‌معنای برداشتِ تمام یا قسمتی از مری به‌همراه عروق لنفاویِ اطراف ناحیهٔ عمل است.انجام این عمل بیشتر برای بیمارانی است که در مسیر مری، تومور دارند، و بهترین زمان جهت جلوگیری از گسترش تومور هنگامی است که زودهنگام تشخیص داده شود. با این عمل، بقای عمر بیمار نیز افزایش می‌یابد.
- در مواردی، حتی با در نظر گرفتن شرایط درمان به‌وسیلهٔ جراحی، تأثیر ناشی از عمل ناکارآمد است.
- گاهی از وفاژکتومی برای درمان بیماری‌های خوش‌خیم مانند آشالازی و آترزی مری در کودکان به‌کار می‌رود.
- از آنجا که عبور غذا در مری بر اساس قانون جاذبه و بر اساس قدرت انقباضات عضلات مری رخ می‌دهد هرگونه اختلال در عملکرد عضلات مری می‌تواند منجر به سختی در بلع شود. گاهی مشکل به صورت اولیه در حرکات عضلات مری می‌باشد. (نظیر بیماری آشالازی که عضله بعلت تخریب اعصاب محرک هیچگونه فعالیتی ندارد و در حالت منقبض به صورت ثابت باقی می‌ماند). یکی از روش‌های خنثی‌سازی این عامل، جراحی می‌باشد.
- در شرایطی بمانند تروما و تنگی‌های مسیر، ازوفاژکتومی کاربرد دارد.
- کارسینوم سنگفرشی بخش عمده‌ای از کارسینوم‌های مری را در سرتاسر جهان شامل می‌شود.[۲]

## عوامل ایجادکنندهسرطان مری
- مصرف دخانیات
- بیماری ریفلاکس معده: هنگامی که اسید معده به مری برمی‌گردد، سبب باززنش اسیدی می‌شود.
- مری بارت: شرایطی که توسط ریفلاکس اسیدی معده ایجاد می‌شود که یاخته‌های پوشش مری را تغییر می‌دهد، احتمال ابتلا به این نوع سرطان را افزایش می‌دهد.

## شرح عمل جراحی
برداشتن مری، عملی پیچیده‌ای است که می‌تواند ۴ تا ۸ ساعت زمان ببرد. بیمار به حالت خوابیده به پشت بر روی تخت عمل، بیهوش می‌شود، سپس برای وی سوند فولی دو راه گذاشته می‌شود. پس از پرپ کردن بیمار بنا به ناحیه عمل و روش جراح، برش جراحی زده می‌شود.
- ۲ روش جهت برداشتن مری:

1. ترانس هیاتال (بر روی گردن و شکم به‌طور هم‌زمان برش جراحی زده می‌شود.)[۳]
2. از راه قفسه سینه (با باز کردن قفسه سینه)

## تجهیزات جراحی جهت برداشت مری
- ست توراکس و رترکتور دنده
- ست عروق
- ست گوارش
- انواع کلمپ هموستات

## مراقبت‌های پس از عمل
- تجویز داروهای ضد درد
- تا چند روز بعد از عمل تغذیه لوله‌ای و TPN باید انجام شود.
- وضعیت قلبی - ریوی و کلیوی بیمار باید کنترل گردد.[۴]

## نگارخانه

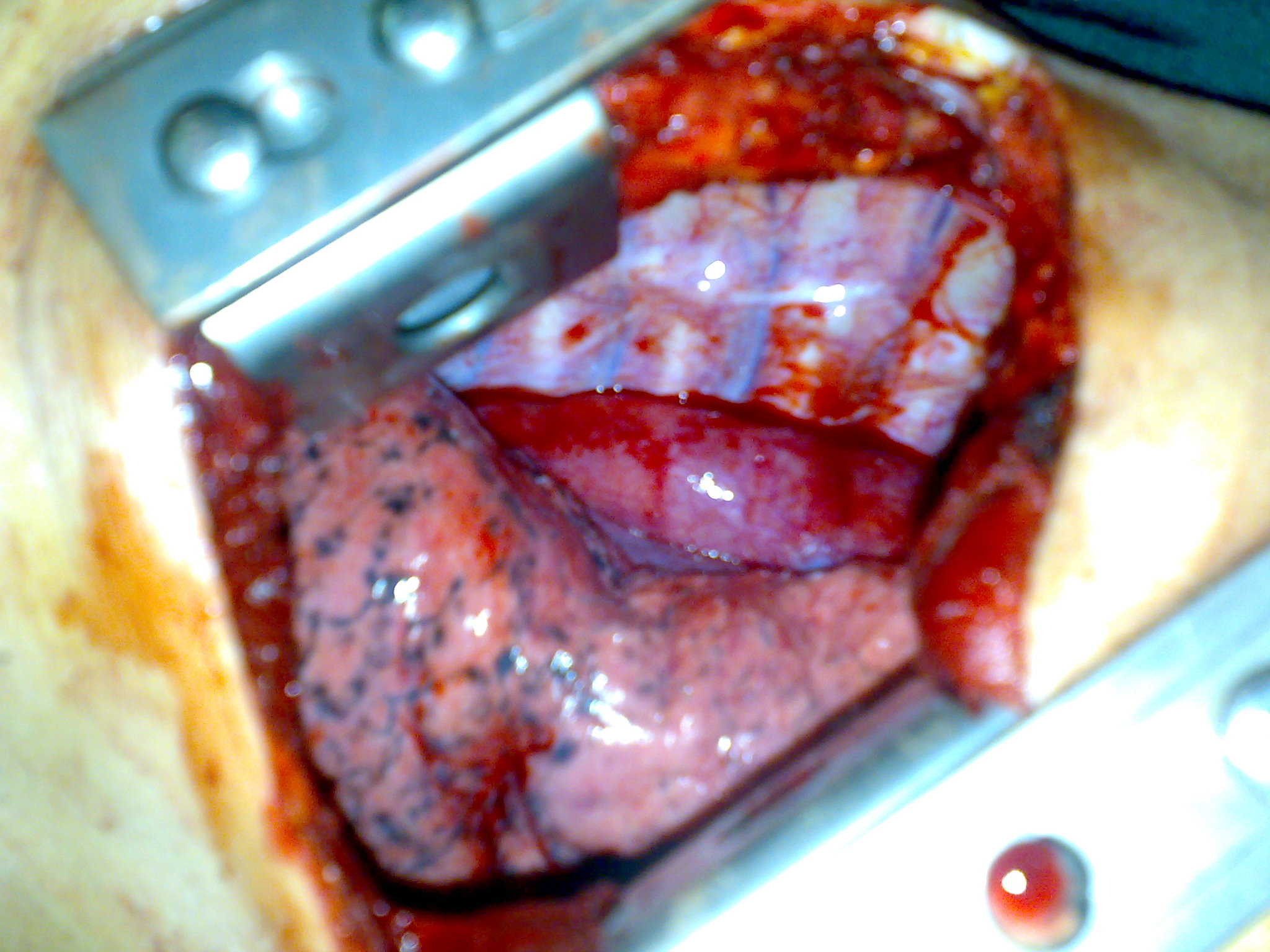
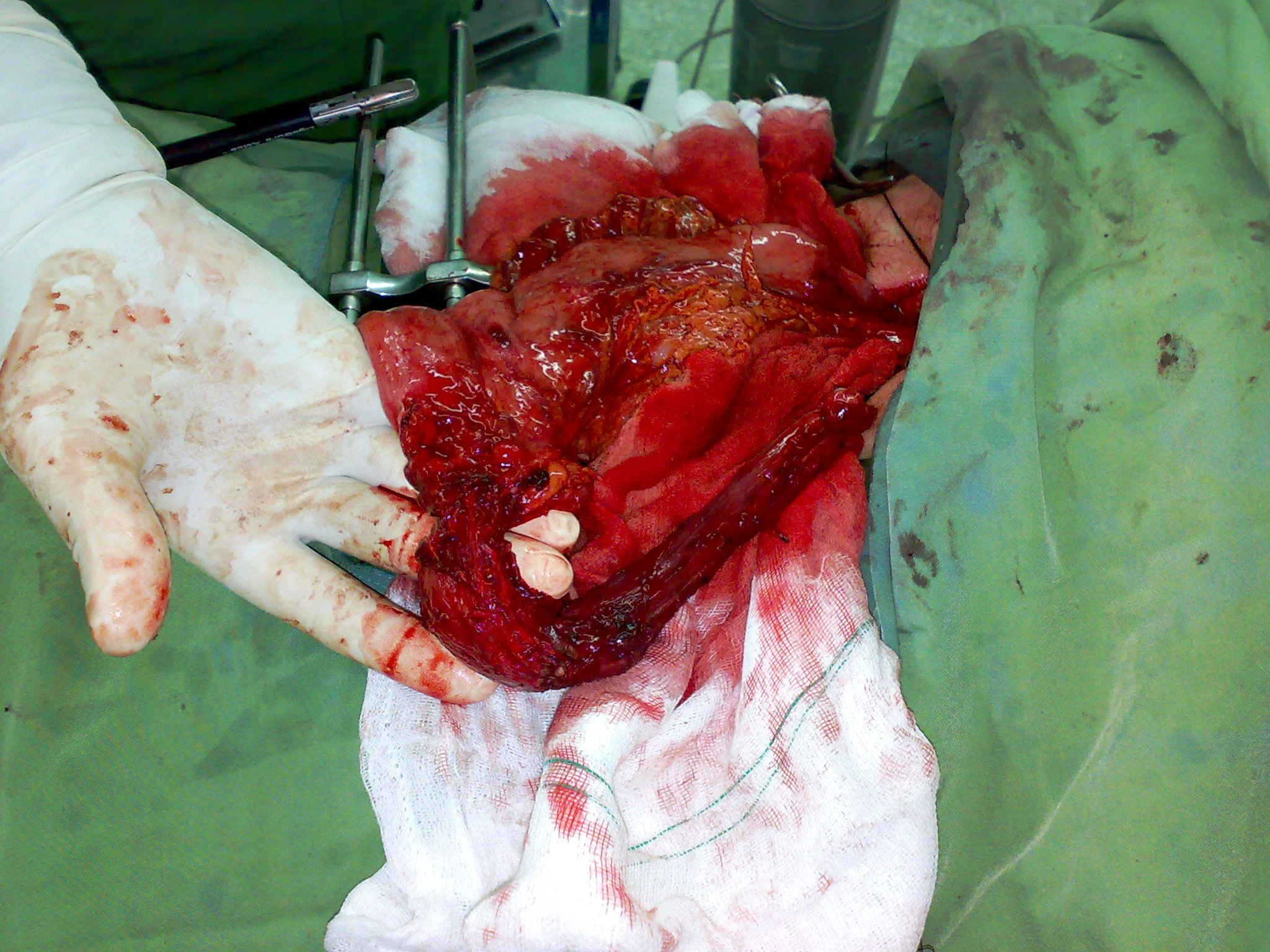
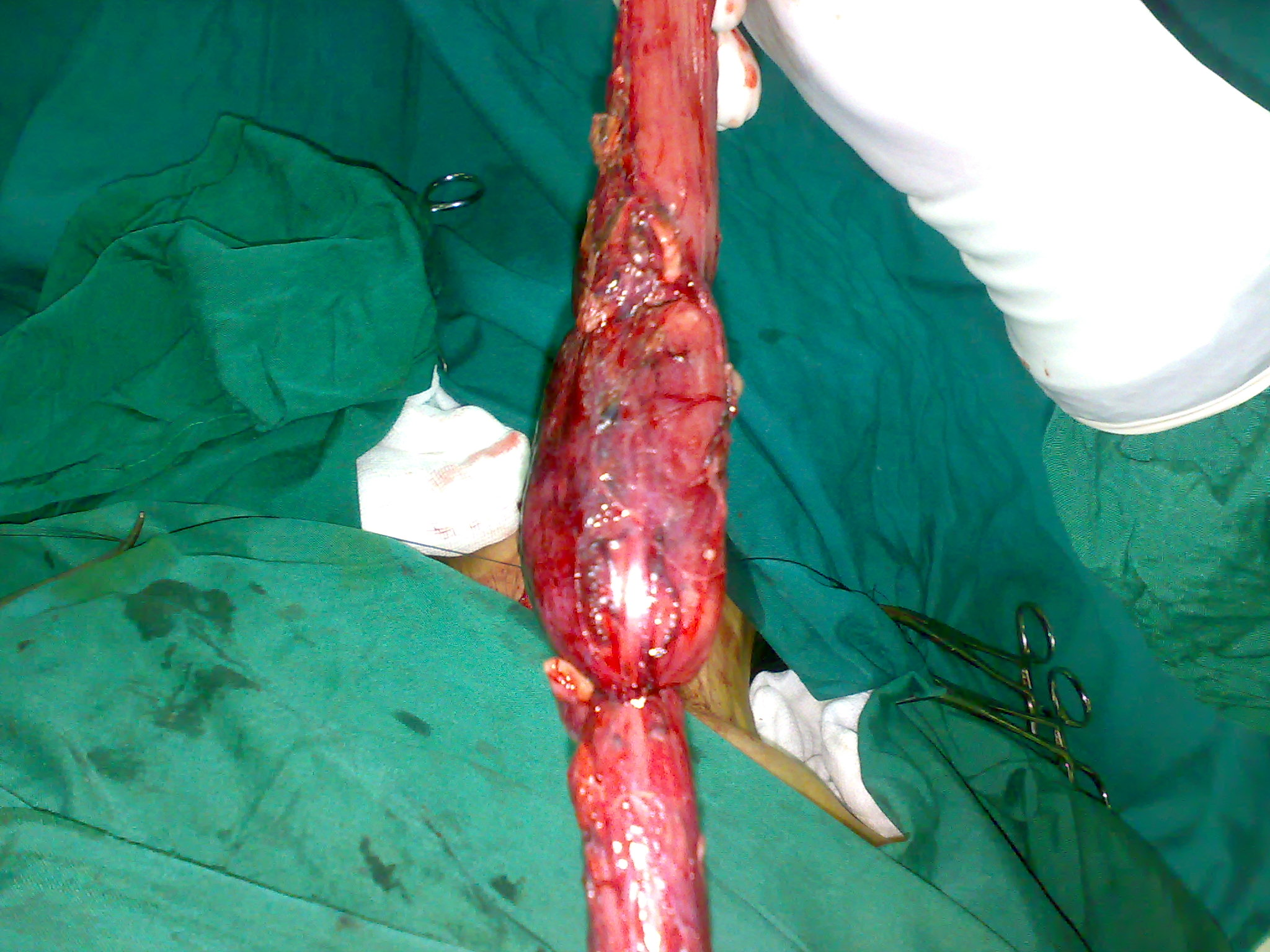
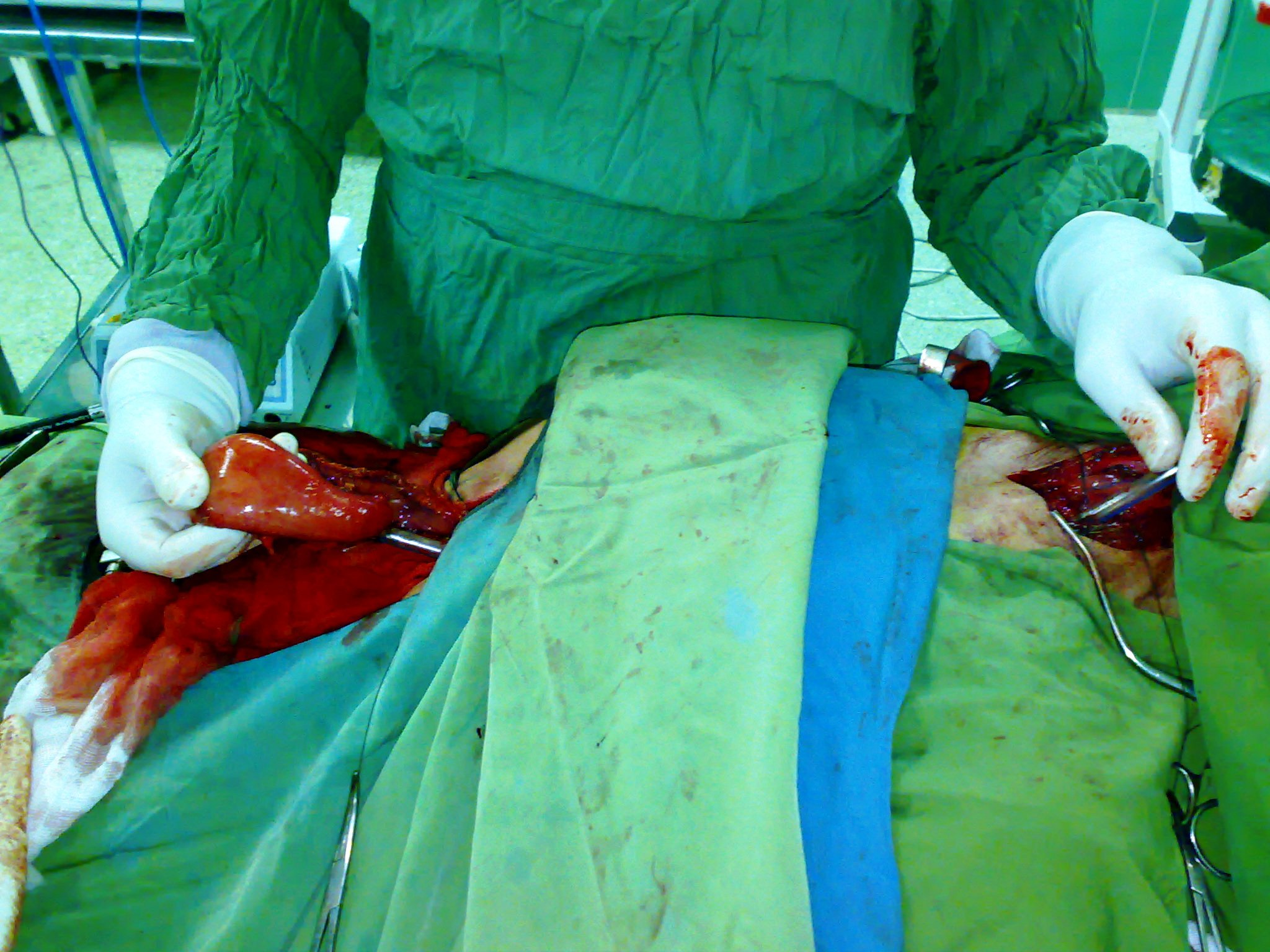
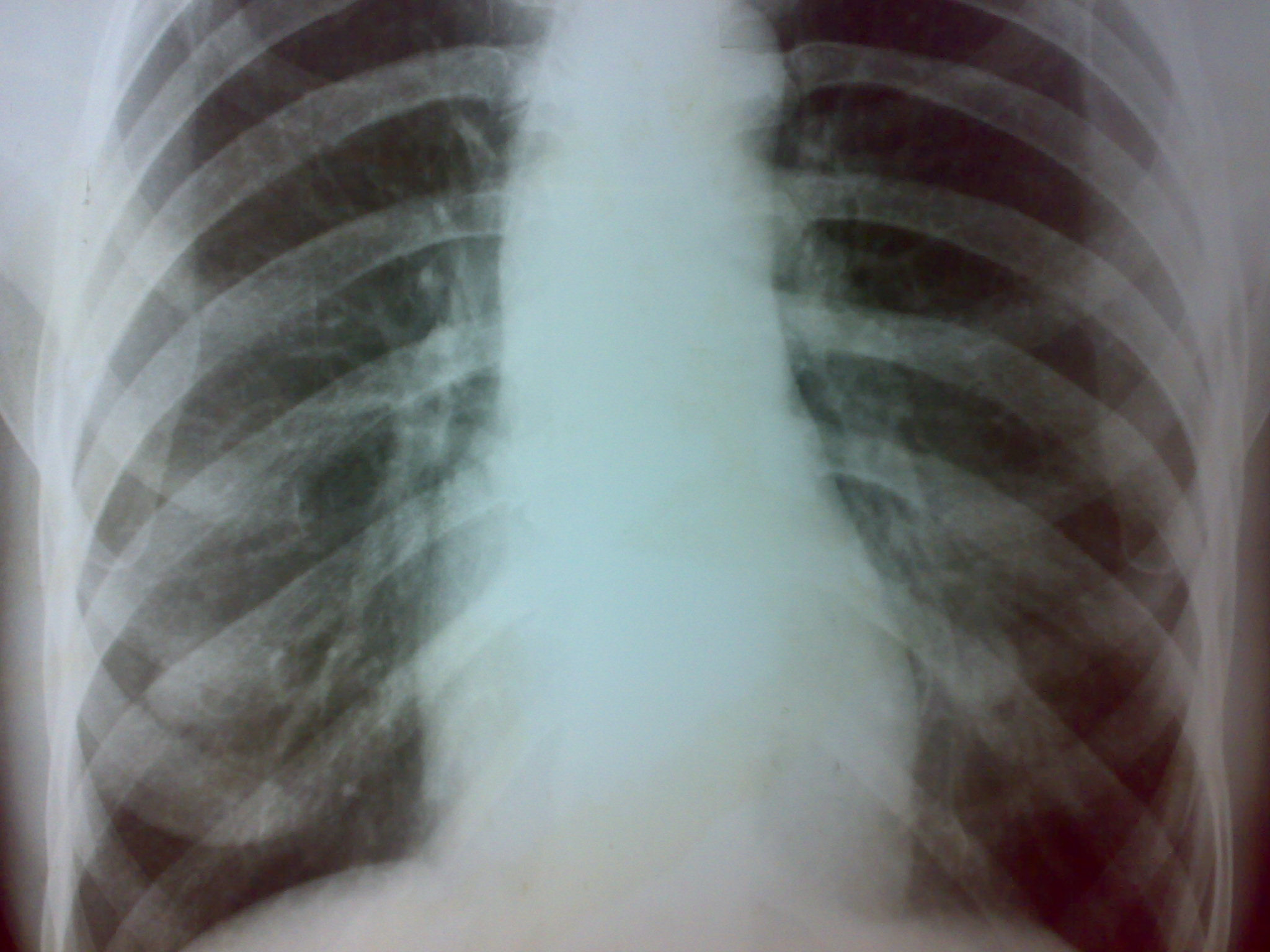
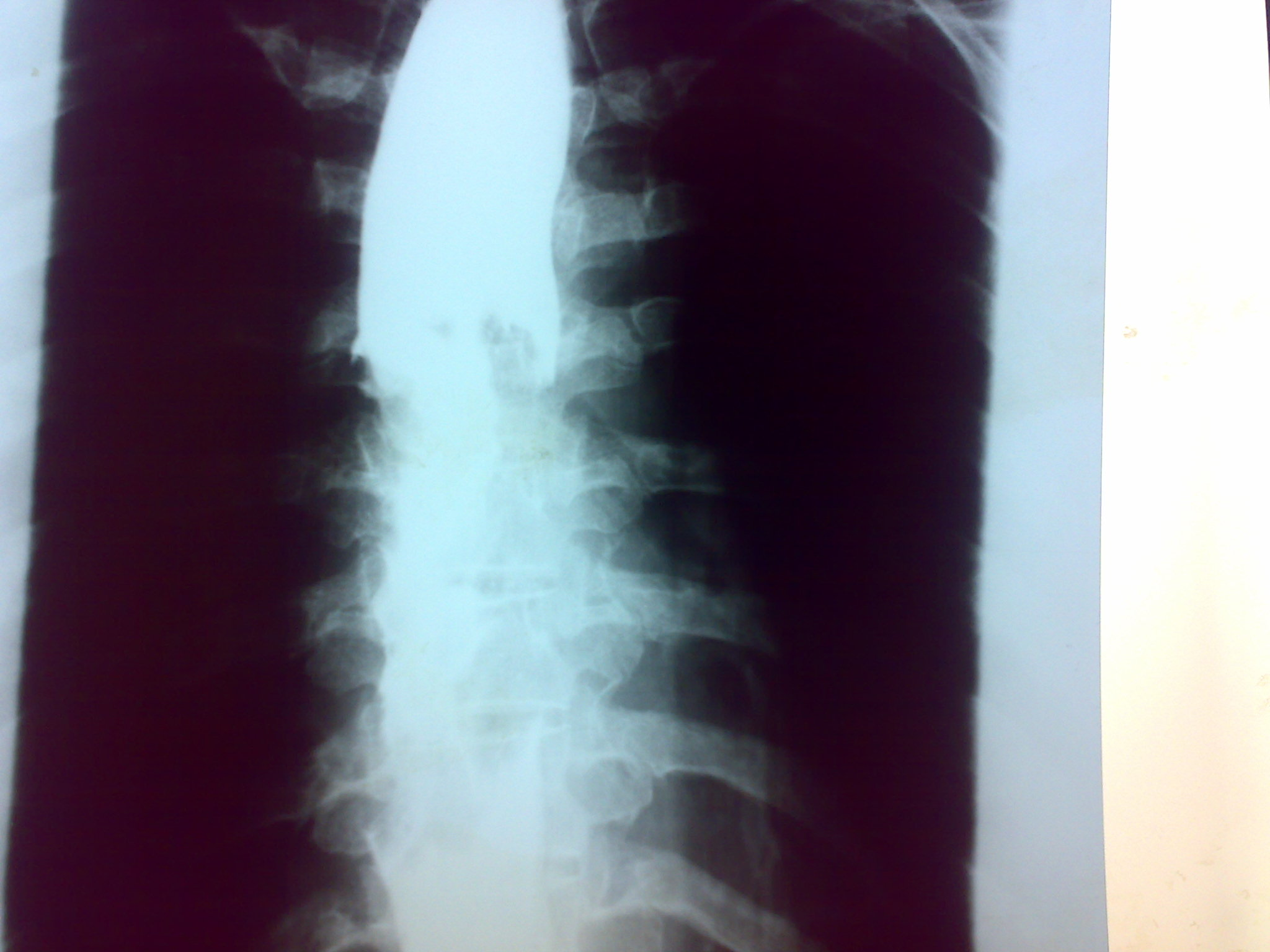